# Johann Ulrich Hafner

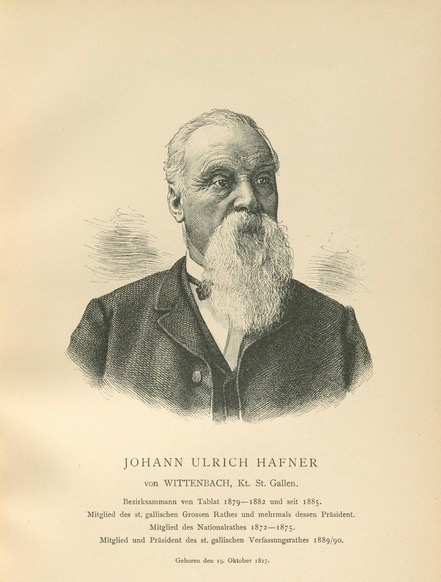
Johann Ulrich Hafner, Lithografie von 1891

Johann Ulrich Hafner (* 16. Oktober 1827 in Wittenbach; † 1. Oktober 1891 ebenda) war ein Schweizer Ingenieur, Unternehmer und Politiker.

## Leben

### Familie
Johann Ulrich Hafner war der Sohn des Wirts und Wittenbacher Gemeindeammanns Johann Ulrich Hafner († September 1868).
1849 heiratete er Maria Franziska (geb. Eberle) aus Häggenschwil, eine Nichte des Politikers Johann Matthias Hungerbühler; gemeinsam hatten sie mehrere Kinder.
Er wurde auf dem Friedhof in Wittenbach beigesetzt.

### Werdegang
Nach dem Besuch der Katholischen Kantonsschule St. Gallen begann Johann Ulrich Hafner 1845 eine technische Ausbildung im Strassenbauinspektorat in St. Gallen und setzte die Ausbildung in Freiburg sowie an den Polytechniken in Karlsruhe und Wien fort. Nach Beendigung der Ausbildung war er als Ingenieur bei Eisenbahnbauten, der Rheinkorrektion und dem Strassenbau tätig.
Anfang der 1850er Jahre übernahm er das Gasthaus «Krone» in Kronbühl, das bereits nach kurzer Zeit einen guten Umsatz erzielte.
Er engagierte sich für den Aufbau der Stickereiindustrie in Wittenbach und leitete als Geschäftsführer die Stickerei Kronbühl AG in Wittenbach. 1884 war er an der Gründung des Ostschweizerischen Stickereiverbands beteiligt.
1861 wurde er zum Strassenmeister für den Strassenkreis St. Gallen gewählt; er lehnte 1870 eine Wahl zum Strassenmeister ab.
Er wurde 1862 zum Mitglied der Schätzungskommission für die Erhebung der Geldbeiträge aus dem Inundationsgebiet für die Rheinkorrektion gewählt und war von 1864 bis 1865 Kommissionspräsident.
1873 wurde er Mitglied der eidgenössischen Pferdezuchtkommission und 1875 der Schatzungskommission für die Expropriationen der Gotthardbahn.
Von 1878 bis 1880 war er Mitglied des Verwaltungsrats der Eidgenössischen Bank.
In der Schweizer Armee wurde er zwar 1861 zum Major im Artilleriestab befördert, lehnte die Wahl jedoch ab und verblieb im Dienstgrad Hauptmann. 1864 erfolgte dann seine erneute Beförderung zum Major und 1869 zum Oberstleutnant. Obwohl er in vielen Zeitungsartikeln als Oberst bezeichnet wurde, hatte er diesen Dienstgrad nicht erreicht. Er wurde 1864 für die Artillerie zum Kommandanten der Spezialwaffen gewählt, trat jedoch bereits 1871 wieder zurück.

### Politisches und gesellschaftliches Wirken
Johann Ulrich Hafner war liberaler Katholik und ging um 1878 zum Altkatholizismus (siehe Christkatholische Kirche der Schweiz) auf Distanz; vielmehr förderte er den politischen Liberalismus. Nach dem Pontifikatswechsel 1878 war der neue Papst Leo XIII. verhandlungsbereit, und dies ermöglichte, nach den kirchlich tolerierten demokratischen Pfarrwahlen, die Rückkehr der 1874 ausgewiesenen jurassischen Priester auf die früheren Pfarrstellen (siehe auch Kulturkampf in der Schweiz).
Von 1861 bis 1873 war er Gemeindeammann sowie von 1861 bis 1891 liberaler St. Galler Grossrat (1870 Präsident, 1873 Präsident, 1877 Präsident, 1879 Präsident, 1880 Präsident, 1882 Vizepräsident, 1883 Präsident, 1885 Vizepräsident, 1888 Präsident und 1890 Präsident, eine Wahl zum Präsidenten lehnte er 1871 ab); in dieser Zeit war er vom 2. Dezember 1872 bis zu seinem Rücktritt am 1. Oktober 1874 Nationalrat, obwohl er 1869 erklärt hatte, dass er eine Wahl in den Nationalrat nicht annehmen werde; sein Nachfolger im Nationalrat wurde Thomas Thoma (1822–1895).
Von 1875 bis 1882 und von 1885 bis zu seinem Rücktritt aus gesundheitlichen Gründen 1891 war er Bezirksammann in Tablat. 1862 erfolgte seine Wahl zum Bezirksschulrat (Rücktritt 1863).  Er wurde 1863 in die besondere Expertenkommission des Grossen Rats gewählt, die sich mit der 1839 gebauten Thermalwasserleitung von Pfäfers nach Ragaz beschäftigte. Der Regierungsrat in St. Gallen berief ihn 1865 in die Kommission ein, die über die bestehende Militärorganisation beraten sollte. 1866 war er Mitglied der Kommission zur Beratung der Revision des Brandversicherungsgesetzes für den Grossen Rat, und 1868 wurde er in die Kommission des Grossrats, die über eine Verfassungsrevision des Kantons beraten sollte, berufen; im darauffolgenden Jahr trat er von diesem Amt zurück. Der Regierungsrat berief ihn 1869 in die Expertenkommission und später in die Eisenbahnschatzungs-Kommission, die gebildet worden waren, als es um den Anschluss der vorarlbergischen Bahn ging.
1869 war er Mitglied des Gründungskomitees eines freisinnigen Vereins im Kanton St. Gallen; weitere Mitglieder waren unter anderem die Nationalräte Friedrich Bernet und Gallus August Suter, Landammann Gustav Adolf Saxer sowie Oberst Jakob Bruderer. Er war 1885 Mitglied des liberalen Zentralkomitees der liberalen Partei, dem unter anderem auch Regierungsrat Ferdinand Curti (1836–1921), Fürsprech Joseph Marzell Hoffmann, Daniel Wirth-Sand, Regierungsrat Thomas Thoma, Redaktor Hermann Seifert, Kantonsrat Hans Broder (1845–1891), Nationalrat Johann Baptist Gaudy und Regierungsrat Ludwig Arnold Zollikofer (1839–1923) angehörten.
Er wurde 1864 Mitglied der Kommission, die zur Prüfung und Begutachtung des Gesetzesvorschlags betreffend Konzession von Wasserrechten gebildet worden war.
Durch den Bundesrat wurde er 1871 in die Kommission abgeordnet, die sich mit dem Verkauf der Pferde der internierten französischen Soldaten befasste (siehe Schweiz im Deutsch-Französischen Krieg).
1875 bat er um die Entlassung als Mitglied des Grossen Rats, dem wurde jedoch nicht entsprochen.
Er war von 1878 bis 1880 im Verwaltungsrat der Eidgenössischen Bank in Bern und von 1889 bis 1890 Präsident des St. Galler Verfassungsrats; unter seiner Leitung wurde 1890 die geänderte Verfassung einstimmig angenommen.
Aufgrund seines Antrages wurde 1882 die Todesstrafe in St. Gallen wieder eingeführt.
1883 war er Mitglied der staatswirtschaftlichen Kommission des Kantons.

## Mitgliedschaften
Johann Ulrich Hafner war von 1872 bis 1874 Mitglied des Zentralkomitees des Schweizerischen Schützenvereins (siehe Schweizer Schiesssportverband).

## Ehrungen und Auszeichnungen
1846 erhielt Johann Ulrich Hafner vom Gemeinderat der Stadt St. Gallen den Monthyon-Preis zuerkannt, weil er am 24. Februar desselben Jahres eine Frau aus einem brennenden Haus gerettet hatte.

## Schriften (Auswahl)
- Beschaffung & Verwendung ausgezeichneter Zuchthengste: Bericht und Gutachten / zu Handen der eidg. Commission für Hebung der schweizerischen Pferdezucht. Bern 1876.